# کره شمالی و سلاح‌های کشتار جمعی
کره شمالی از کشورهای دارنده سلاح هسته‌ای است. ایالات متحده آمریکا، روسیه، و کره جنوبی نیز گزارش‌هایی مبنی بر مجهز بودن کره شمالی به سلاح‌های شیمیایی منتشر کرده‌اند. کره شمالی تا سال ۲۰۰۳ در پیمان‌نامه منع گسترش سلاح‌های هسته‌ای عضو بود ولی در آن سال به علت آنچه که عدم اجرای کامل توافقات توسط ایالات متحده آمریکا خواند از آن خارج شد. این کشور در ۹ اکتبر سال ۲۰۰۶ ۲۵ مه ۲۰۰۹ 12 فوریه ۲۰۱۳ ۶ ژوئن ۲۰۱۶ و ۹ سپتامبر ۲۰۱۶ آزمایش‌های اتمی انجام داده‌است. در سال ۲۰۰۵ پرویز مشرف رئیس‌جمهور وقت پاکستان تأیید کرد که عبدالقدیر خان پدر بمب هسته‌ای پاکستان از تهیه‌کنندگان سانتریفوژهای غنی‌سازی اورانیوم به کره شمالی بوده‌است.

## تاریخچه
بر اساس برآوردهای کارشناسان تسلیحات نظامی در کشورهای غربی، برنامه موشکی کره شمالی، پس از تحویل گرفتن چندین فروند موشک اسکاد از سوی مصر، در دوران جنگ سرد آغاز شد.